# Costică Acsinte
Costică Acsinte (Perieți, 4 luglio 1897 – 1987) è stato un fotografo rumeno.

## Biografia
Nato il 4 luglio 1897 in un piccolo villaggio rumeno chiamato Perieți, nel distretto di Ialomița, Costică Acsinte ha combattuto nella prima guerra mondiale. Nonostante la sua formazione come pilota, era un fotografo di guerra ufficiale fino al 15 giugno 1920. Appena finita la guerra ha aperto uno studio commerciale nella città di Slobozia, "Foto Splendid C. Acsinte".
Nel giro di due decenni, aveva accumulato migliaia di fotografie, essendo probabilmente l'unico fotografo professionista in Romania in quel periodo. Al momento della sua morte, nel 1984, conservava circa 5000 negativi raccolti in lastre di vetro.

## L'archivio
Nel 1985 l'avvocato e fotografo Cezar Popescu, il cui padre collaborava con il figlio di Acsinte, anch'egli fotografo, ha intrapreso un progetto per salvarne le fotografie. Il lavoro consiste nella pulizia e nella scansione di ogni singolo negativo nella raccolta per poi digitalizzare e conservare il lavoro della vita di Acsinte, perché non intendeva "perdere qualcosa di così insostituibile", senza alcun sostegno monetario da parte dello Stato o di un'istituzione.
Le lastre sono conservate nel Museo di Storia del distretto di Ialomița, che ha acquisito più di 5000 lastre fotografiche effettuate da Acsinte tra il 1935 e il 1945. Nel 2007, il museo ha acquistato più di 300 stampe scattate durante la prima guerra mondiale.